# Hans Weber-Tyrol
Hans Josef Weber-Tyrol (* 31. Oktober 1874 in Schwaz; † 14. Juli 1957 in Meran) war ein österreichischer Maler.

## Leben
Hans Weber war das zweite Kind des Kaufmanns Ludwig Weber und dessen Gattin Anna Hörfarter. Durch ein Stipendium war es ihm möglich von 1889 bis 1892 die Staatsgewerbeschule in Innsbruck in der Abteilung Kunsthandwerk zu besuchen. Danach war er ein Jahr in Wien als Theatermalergehilfe im Hoftheateratelier tätig. 1894 übersiedelte er nach München, da er den Auftrag erhalten hatte die Dekorationen für die Passionsspiele Thiersee zu entwerfen. Für diese Tätigkeit erhielt er erneut ein Landesstipendium, mit dem er an der Münchner Akademie bei Gabriel von Hackl, Nikolaus Gysis und Paul Hoecker studierte.
In den folgenden Jahren verdiente Weber seinen Unterhalt mit Dekorationsarbeiten, Kunstgewerblichem und Plakatentwürfen, wandte sich aber dann unter dem Einfluss von Joseph Wopfner mehr der Landschaftsmalerei zu. 1905 lernte er Albin Egger-Lienz kennen, mit dem ihn fortan eine lebenslange Freundschaft verband. Zu dieser Zeit freundete er sich auch mit den Künstlern Ludwig Penz und Artur Nikodem an. 1900 schloss Weber eine erste Ehe, aus der drei Töchter entstammen. 1907 wurde sie wieder geschieden.
Hans Weber lebte bis 1929 hauptsächlich in München, machte daneben aber auch Reisen, vor allem nach Südtirol. Er nahm regelmäßig an Ausstellungen teil (silberne Medaille auf der Weltausstellung in St. Louis) und signierte 1911 erstmals mit Weber-Tyrol. 1914 nahm ihn die Neue Secession München als Mitglied auf. Den Ersten Weltkrieg verbrachte er als Kriegsmaler an der Tiroler Südfront.
Nach dem Krieg gründete er mit dem Architekten Lois Welzenbacher die Tiroler Künstlerkammer. Es folgten Ausstellungen in der Züricher Kunsthalle (1919) und auf der Deutschen Gewerbeschau in München (1922). Zudem wurde er Mitglied des Deutschen Werkbundes. 1926 nahm er an der großen Ausstellung Tiroler Künstler im Rheinland teil.
Nach der Heirat mit der Südtirolerin Christine Matscher (1928) ließ er sich ab 1929 in Südtirol nieder, behielt aber sein Münchner Atelier weiter bei. Seine Wohnorte waren Obermais, Schenna und St. Pauls, 1936 dann endgültig Eppan. Er nahm an mehreren Kunstbiennalen teil, die die faschistische Administration in Bozen organisierte. Weber-Tyrol erhielt 1932 die Große Österreichische Staatsmedaille. 1933 gründete er die Tiroler Künstlervereinigung Der neue Bund, die er bis 1938 auch leitete. In den Jahren 1940–1944 nahm er mit Landschaftsdarstellungen an vier „Gau-Kunstausstellungen“ teil, die im Sinne der nationalsozialistischen Kulturpolitik in Innsbruck veranstaltet wurden. Während des Zweiten Weltkriegs wurde sein Münchner Atelier von Bomben getroffen und zerstört, wobei ein großer Teil seines Werkes verlorenging.
Bis ins hohe Alter arbeitete er weiter und erhielt Anerkennung durch die Verleihung des Titels Professor (1949) und durch Ausstellungen in Bozen (1950), Wien (1951), im Tiroler Landesmuseum Ferdinandeum (1952) sowie in Linz und Salzburg (1956).

## Werk
Hans Weber-Tyrol gilt als einer der großen Tiroler Maler des 20. Jahrhunderts. Seine Landschaften, Tierbilder, Stillleben und Darstellungen aus dem bäuerlichen Leben zeichnen sich durch einen kräftig linearen und starkfarbigen Stil aus. Neben Ölbildern schuf er vor allem Aquarelle. Seine Werke befinden sich in der Wiener Albertina, in den Museen Bozens und Merans und im Tiroler Landesmuseum Ferdinandeum.

## Ausstellungen
- Galerie im Taxispalais, Innsbruck 1967[1]
- Gedächtnisausstellung zum 30. Todesjahr, Eppan 1987
- Schwaz 1988